# Дебора Біркс
Дебора Біркс (англ. Deborah Birx, 4 квітня 1956, Карлайл, Пенсільванія) — американський лікар та дипломат, яка з 27 лютого 2020 року до 20 січня 2021 року була координатором робочої групи Білого дому з питань коронавірусу при президентові Дональдові Трампі. Біркс спеціалізується на імунології ВІЛ/СНІДу, дослідженнях вакцин і глобальній охороні здоров'я. Починаючи з 2014 року, вона наглядала за реалізацією програми Президентського надзвичайного плану з боротьби зі СНІДом (PEPFAR) для підтримки програм лікування та профілактики ВІЛ/СНІДу в 65 країнах. З 2014 по 2020 рік Біркс була глобальним координатором США з питань СНІДу в адміністрації президентів Барака Обами та Дональда Трампа, та була спеціальним представником США з глобальної дипломатії охорони здоров'я з 2015 до 2021 року. Біркс була координатором робочої групи Білого дому з коронавірусу з лютого 2020 року до січня 2021 року. У березні 2021 року Дебора Біркс приєдналась до команди техаського фонду «ActivePure Technology» як головний радник з медицини та науки.

## Молоді роки і навчання
Дебора Біркс народилася в Пенсільванії. Вона є донькою Дональда Біркса, математика та інженера-електрика, та Адель Спаркс Біркс, інструктора медсестер. Її покійний брат Денні був вченим, який заснував дослідницьку компанію, а старший брат Дебори, Дональд Біркс, є президентом Плімутського державного університету.
Сім'я Дебори Біркс жила в окрузі Ланкастер у штаті Пенсільванія, де вона відвідувала середню школу Лампетер-Страсбург. У дитинстві брати і сестри використовували сарай за своїм сімейним будинком як імпровізовану лабораторію для експериментів з астрономії, геології, біології, а одного разу зробили саморобну супутникову антену, встановлену на роликових ковзанах.
Під час навчання в школі Біркс вона зайняла третє місце на науковому ярмарку міста-округу в Ланкастері, і її було показано на першій сторінці журналу «Lancaster New Era» з підзаголовком: «Дівчата змітають 3 найкращі призи». Вона тоді сказала в інтерв'ю «Intelligencer Journal», що «третє місце — це добре, але я повернуся. Я хочу отримати перший приз». Під час навчання в школі вона брала участь у Міжнародному науково-технічному ярмарку в Сан-Дієго. Пізніше її родина повернулась до Карлайла в штаті Пенсільванія, де Біркс відвідувала Карлайлську середню школу в останній рік свого навчання. Під час останнього року навчання вона брала участь у виставці «Capital Area Science Fair», і отримала головний приз.
У 1976 році, під час навчання в медичній школі Герші, Біркс вийшла заміж за однокурсника-медика та майбутнього кардіолога Браяна Дадлі Рейбака, якого вона зустріла в Гоутон-коледжі, і отримала ступінь бакалавра наук з хімії, завершивши навчання на бакалавраті за 2 роки. У 1980 році Біркс отримала ступінь доктора медицини в Медичному центрі Мілтона С. Герші штату Пенсильванія.

## Кар'єра
З 1980 по 1994 рік Дебора Біркс служила офіцером запасу в армії США. З 1994 по 2008 рік Біркс знаходилась на дійсній службі в регулярній армії, отримавши звання полковника.
З 1980 по 1989 рік Біркс працювала лікарем в армійському медичному центрі Волтера Ріда. У 1981 році Біркс пройшла однорічне стажування та дворічну ординатуру з внутрішньої медицини. З 1983 по 1986 рік вона пройшла навчання за двома стипендіями з клінічної імунології в області алергії та діагностики, де працювала в лабораторії Ентоні Фаучі. З 1985 по 1989 рік Біркс була помічником начальника алергологічної та імунологічної служби центру Волтера Ріда. Біркс розпочала свою кар'єру клініцистом у галузі імунології, зрештою зосередившись на дослідженні вакцини проти ВІЛ/СНІДу.
З 1986 по 1989 рік Дебора Біркс працювала у Національному інституті охорони здоров'я як дослідник зі спеціалізацією на клітинній імунології.
Біркс повернулася до медичного центру імені Волтера Ріда, де з 1989 по 1995 рік працювала у відділі досліджень ретровірусів, спочатку помічником начальника, а потім начальником відділу. Протягом року вона була директором лабораторії з розробки вакцини проти ВІЛ-1. Біркс стала директором військової програми дослідження ВІЛ США в Армійському дослідницькому інституті імені Волтера Ріда, і займала цю посаду протягом 9 років, з 1996 по 2005 рік. На цій посаді Біркс керувала клінічними дослідженнями вакцини проти ВІЛ «RV 144», перший підтверджуючий доказ ефективності будь-якої вакцини щодо зниження ризику зараження ВІЛ.
У березні 2020 року Біркс стала членом правління Глобального фонду для боротьби зі СНІДом, туберкульозом та малярією.

### Центри з контролю та профілактики захворювань
З 2005 по 2014 рік Біркс працювала директором відділу глобальної боротьби з ВІЛ/СНІДом Центрів з контролю та профілактики захворювань у США, що є частиною центру глобального здоров'я агентства.

### Надзвичайний план президента щодо допомоги хворим на СНІД
У січні 2014 року президент Барак Обама призначив Дебору Біркс на посаду посла з особливих доручень і глобального координатора США з боротьби зі СНІДом у рамках програми Президентського надзвичайного плану з надання допомоги хворим на СНІД (PEPFAR). Біркс була затверджений Сенатом голосуванням 2 квітня 2014 року, і була приведена до присяги через два дні. Вона описала своє завдання як посла, щоб допомогти досягти цілей щодо профілактики та лікування ВІЛ, встановлених Обамою в 2015 році, щоб покласти край епідемії СНІДу до 2030 року. Її роль зосереджувалась на сферах імунології ВІЛ/СНІДу, дослідженнях вакцин, і глобальних проблемах охорони здоров'я, пов'язані з ВІЛ/СНІД. У рамках своєї роботи з профілактики ВІЛ Біркс створила програму під назвою «DREAMS» («Determined», «Resilient», «Empowered», «AIDS-free», «Mentored» і «Safe»), державно-приватне партнерство, зосереджене на зниженні рівня інфікування серед дівчат-підлітків і молодих жінок. Керівництво президентської програми під керівництвом Біркс потрапило під ретельну перевірку в лютому 2020 року, проведену Офісом генерального інспектора Державного департаменту, при цьому керівництво програмою було описано як «диктаторське», «директивне» та «автократичне».

### Робоча група Білого дому з питань коронавірусу
27 лютого 2020 року віце-президент Майк Пенс призначив Дебору Біркс на посаду координатора Білого дому з реагування на коронавірус. Виконуючи цю роль, Біркс звітувала Пенсу про діяльність робочої групи Білого дому з питань коронавірусу. Пенс назвав її своєю «правою рукою» в робочій групі. На телевізійних брифінгах Біркс інтерпретувала дані про коронавірус, закликала населення дотримуватися соціального дистанціювання, та намагалася уникати публічних суперечок з Трампом, який часто висловлював ненаукові твердження.
26 березня 2020 року Біркс намагалася запевнити американців на прес-конференції, що «зараз у США немає ситуації, яка б виправдовувала таке обговорення [про те, що апаратів штучної вентиляції легень або лікарняних ліжок у відділенні інтенсивної терапії може не вистачати]… Ви можете думати про це… але сказати це американському народу, щоб зробити натяк, що коли їм потрібне лікарняне ліжко, його там не буде, або коли їм потрібен цей апарат ШВЛ, його не буде, то наразі ми не маємо доказів цього».
Дебора Біркс очолювала створення плану повторного відкриття, представленого Трампом 16 квітня 2020 року, з добровільними стандартами для штатів щодо припинення карантину через коронавірус.
Під час повторного відкриття після карантину Біркс попередила населення про необхідність продовжувати запобіжні заходи проти коронавірусу, та виступила проти відновлення деяких не життєво важливих послуг, таких як професійні стрижки. 3 травня 2020 року вона сказала: «Вам потрібно й надалі дотримуватися соціальної дистанції».
У липні 2020 року робоча група, скликана Деборою Біркс, наказала лікарням обійти Центри з контролю та профілактики захворювань, і натомість надсилати всю інформацію про пацієнтів із COVID-19 до бази даних міністерства охорони здоров'я та соціальних служб. Деякі експерти в галузі охорони здоров'я виступили проти цього розпорядження та попередили, що дані можуть стати політизованими або закритими для громадськості. Біркс, яка критикувала лікарні та Центри з контролю та профілактики захворювань за повільність збору даних, допомогла вибрати фірму обробки даних «Palantir» для допомоги в запуску нової системи HHS.
2 серпня 2020 року Біркс рекомендувала людям, які живуть з кимось, уразливим до COVID-19, розглянути можливість носити маски вдома. Вона сказала, що США перебувають у «новій фазі» епідемії коронавірусу, яка «відзначається надзвичайним поширенням хвороби».
10 серпня 2020 року Скотт Атлас приєднався до команди Білого дому, ставши головним радником президента Трампа з COVID-19. Після цього Біркс вирушила до найгарячих точок поширення хвороби у США, щоб разом із державними та місцевими чиновниками працювати над розпорядженнями щодо використання масок і правилами соціального дистанціювання. За даними CNN, вона сказала подрузі, що мала намір донести своє бачення ситуації безпосередньо до людей, і уникнути неправдивих повідомлень, які поширював Атлас.
У серпні та жовтні 2020 року Біркс відвідала Міннесоту. Перебуваючи в Міннесоті, вона сказала бізнесмену та раднику з медичних питань Енді Славітту, що сподівається, що «вибори можна буде якимсь чином провести».
У листопаді 2020 року у внутрішньому звіті Дебори Біркс жирним шрифтом було зазначено: «Існує абсолютна необхідність адміністрації використати цей момент, щоб попросити американців носити маски, дотримуватися фізичної дистанції та уникати зібрань як у громадських, так і в приватних місцях». У доповіді також зазначено, що протистояння наростаючій хвилі пандемії потребує «агресивного та збалансованого підходу, який не реалізується». У грудні 2020 року вона попередила, що «вакцина має вирішальне значення, але вона не врятує нас від нинішнього сплеску», і що для боротьби з коронавірусом знадобляться численні підходи.
Дебору Біркс різні сторони то хвалили, то критикували як за її відповіді, так і за дії в цілому Центрів з контролю та профілактики захворювань і робочої групи з боротьби з коронавірусом. Критики стверджували, що Біркс мінімізувала небезпеку коронавірусу та применшила нестачу обладнання. У квітні вона була головним прихильником ідеї Білого дому про те, що поширеність COVID-19 досягло піку й вірус швидко згасає, коли згодом кількість заражень різко зросла. Член правління Американського коледжу лікарів невідкладної допомоги Райан А. Стентон сказав, що Біркс говорить як «будівельники „Титаніка“, кажучи, що корабель не може потонути». Біркс також звинувачували в розтраті її довіри та втраті власної незалежності публічною похвалою Трампа, дії якого у відповідь на пандемію багато хто вважав невдалими.
У грудні 2020 року Біркс зазначила, що піде з уряду незабаром після того, як Джо Байден вступить на посаду, заявивши, що вона «залишиться стільки, скільки потрібно, а потім піде на пенсію», і що її термін перебування на посаді «був трохи перевантаженим» і «дуже важким для моєї родини». Це повідомлення Біркс було зроблено після того, як з'явилася новина про те, що вона прийняла три покоління своєї сім'ї з двох домогосподарств під час Дня подяки після того, як вона закликала американців обмежити такі зібрання «вашими найближчими домогосподарствами». 20 січня 2021 року її повноваження закінчилися. Після цього Біркс заявила, що вона часто думала про звільнення з посади координатора Білого дому з реагування на коронавірус в адміністрації Трампа через надмірну партійність адміністрації, особливо під час президентських виборів 2020 року. Біркс також стверджувала, що адміністрація Трампа «цензурувала» її «науково обґрунтовані вказівки» і що її також на певний час «навмисно блокували» від появи в національних засобах масової інформації.
В інтерв'ю Fox News у липні 2022 року Біркс сказала: «Я думаю, що ми перестаралися з вакцинами, і це змусило людей хвилюватися, що вони не захистять від важких захворювань і госпіталізації. Це буде. Але давайте будемо чіткими: 50 % людей, які померли від сплеску Омікрона, були старшими, вакцинованими. Ось чому я кажу, що навіть якщо ви вакциновані та ревакциновані, чи якщо ви зараз не щеплені, ключовим є тестування та [Нірматрелвір/ритонавір[|паксловід]]. Це ефективно. Це чудово. І справді, це те, що зараз врятує ваше життя, якщо вам за 70, а якщо ви подивитеся на кількість госпіталізацій, кількість госпіталізацій стабільно зростає з новими спалахами, особливо серед тих, кому за 70».

### Інститут Джорджа Буша
У березні 2021 року Біркс приєднався до команди Інституту Джорджа Буша в Далласі як старший науковий співробітник, де працює над ініціативами щодо зменшення розбіжностей у здоров'ї та підготовки до майбутніх пандемій.

## Особисте життя
Дебора Біркс живе зі своїми батьками, чоловіком і сім'єю однієї зі своїх доньок в одному будинку, в якому жили кілька поколінь сім'ї. Чоловік Біркс, Пейдж Реффе, є юристом, який займав керівні посади в адміністраціях Картера, Рейгана та Клінтона.

## Нагороди та відзнаки
- 1989: Міністерство оборони США, Орден Легіону заслуг[54]
- 1991: Міністерство оборони США, Медаль за заслуги за розробку рекомбінантної вакцини gp160[67]
- 2008: Федеральна виконавча рада, звання «видатний менеджер»
- 2011: Африканське товариство лабораторної медицини, премія Африканського товариства лабораторної медицини за життєві досягнення[68]
- 2014: Центри з контролю та профілактики захворювань, Медаль Вільяма К. Уотсона-молодшого за відмінні досягнення[16]
- 2019: Рада з міжнародних відносин, нагорода за видатні заслуги та майстерність в міжнародних державних справах[69]

## Вибрані праці та публікації
- Birx DL, Redfield RR, Tosato G (3 квітня 1986). Defective Regulation of Epstein–Barr Virus Infection in Patients with Acquired Immunodeficiency Syndrome (AIDS) or AIDS-Related Disorders. New England Journal of Medicine. 314 (14): 874—879. doi:10.1056/NEJM198604033141403. PMID 3005862. (англ.)
- Redfield RR, Birx DL, Ketter N, Tramont E, Polonis V, Davis C, Brundage JF, Smith G, Johnson S, Fowler A (13 червня 1991). A Phase I Evaluation of the Safety and Immunogenicity of Vaccination with Recombinant gp160 in Patients with Early Human Immunodeficiency Virus Infection. New England Journal of Medicine. 324 (24): 1677—1684. doi:10.1056/NEJM199106133242401. PMID 1674589. (англ.)
- Wolfe ND, Heneine W, Carr JK, Garcia AD, Shanmugam V, Tamoufe U, Torimiro JN, Prosser AT, Lebreton M, Mpoudi-Ngole E, McCutchan FE, Birx DL, Folks TM, Burke DS, Switzer WM (23 травня 2005). Emergence of unique primate T-lymphotropic viruses among central African bushmeat hunters. Proceedings of the National Academy of Sciences. 102 (22): 7994—7999. Bibcode:2005PNAS..102.7994W. doi:10.1073/pnas.0501734102. PMC 1142377. PMID 15911757. (англ.)
- Rerks-Ngarm, Supachai; Pitisuttithum, Punnee; Nitayaphan, Sorachai; Kaewkungwal, Jaranit; Chiu, Joseph; Paris, Robert; Premsri, Nakorn; Namwat, Chawetsan; de Souza, Mark; Adams, Elizabeth; Benenson, Michael; Gurunathan, Sanjay; Tartaglia, Jim; McNeil, John G.; Francis, Donald P.; Stablein, Donald; Birx, Deborah L.; Chunsuttiwat, Supamit; Khamboonruang, Chirasak; Thongcharoen, Prasert; Robb, Merlin L.; Michael, Nelson L.; Kunasol, Prayura; Kim, Jerome H. (3 грудня 2009). Vaccination with ALVAC and AIDSVAX to Prevent HIV-1 Infection in Thailand. New England Journal of Medicine. 361 (23): 2209—2220. doi:10.1056/NEJMoa0908492. PMID 19843557. (англ.)
- Abdool Karim Q, Baxter C, Birx D (травень 2017). Prevention of HIV in Adolescent Girls and Young Women. Journal of Acquired Immune Deficiency Syndromes. 75: S17—S26. doi:10.1097/QAI.0000000000001316. PMID 28398993. (англ.)
- Raizes E, Hader S, Birx D (15 листопада 2017). The US President's Emergency Plan for AIDS Relief (PEPFAR) and HIV Drug Resistance: Mitigating Risk, Monitoring Impact. The Journal of Infectious Diseases. 216 (suppl_9): S805—S807. doi:10.1093/infdis/jix432. PMC 5853460. PMID 29206999. (англ.)
- Nkengasong JN, Mbopi-Keou FX, Peeling RW, Yao K, Zeh CE, Schneidman M, Gadde R, Abimiku A, Onyebujoh P, Birx D, Hader S (листопад 2018). Laboratory medicine in Africa since 2008: then, now, and the future. The Lancet Infectious Diseases. 18 (11): e362—e367. doi:10.1016/S1473-3099(18)30120-8. PMID 29980383. (англ.)
- Birx, Deborah. Silent Invasion: The Untold Story of the Trump Administration, Covid-19, and Preventing the Next Pandemic Before It's Too Late. United States, HarperCollins, 2022. (англ.)

## Додаткові джерела
- Das, Pamela (листопад 2016). Deborah L Birx: on a mission to end the HIV/AIDS epidemic. The Lancet. 388 (10060): 2583. doi:10.1016/S0140-6736(16)32227-9. PMID 27894655. (англ.)